# Robert Byrd
Robert Carlyle Byrd (20. november 1917 – 28. juni 2010) var en amerikansk senator fra West Virginia, USA og medlem og senatsleder fra det Det Demokratiske Parti. Byrd var senator fra den 3. januar 1959, indtil sin død, og er den hidtil længstsiddende Senator i kongressens historie.

## Baggrund
Byrd blev født Cornelius Calvin Sale, Jr. i North Wilkesboro, North Carolina, USA i 1917. Da han var et år gammel, døde hans mor, Ada Mae Kirby, under influenzapandemien i 1918.